# ニトロスピラ属
ニトロスピラ属(Nitrospira)は、ニトロスピラ門の細菌の属である。この属の最初の種は、1986年にワトソンらによってメイン湾から単離され、Nitrospira marinaとして記載された。2つ目の種は、1995年にモスクワの暖房装置の腐食した鉄パイプから単離され、Nitrospira moscoviensisと名付けられた。これはグラム陰性の亜硝酸塩酸化生物で、0.9-2.2 x 0.2-0.4μmの大きさのらせん状か繊維状である。